# Fabio Ciani
Fabio Ciani (Roma, 1º novembre 1943) è un politico italiano, già deputato e parlamentare europeo.

## Biografia
Laureato in scienze politiche, ha occupato ruoli nella gestione di aziende sanitarie, è stato eletto consigliere regionale del Lazio nel 1990 come esponente della Democrazia Cristiana. Nel 1993 aderisce al movimento Alleanza Democratica e successivamente all'Unione Democratica.
Assessore regionale dal 1993, nel 1996 viene eletto deputato per il collegio uninominale di Tivoli, venendo poi riconfermato alle elezioni politiche del 2001. Nel frattempo aderisce al Partito Popolare Italiano e successivamente alla Margherita, di cui diventa presidente dell'assemblea regionale. È assessore alla mobilità nella giunta regionale di Piero Marrazzo (2005-2009). Aderisce poi al Partito Democratico.
Nel 2007 viene nominato Presidente dell'Autorità Portuale di Civitavecchia.
A maggio 2008 diventa eurodeputato, subentrando a Luciana Sbarbati nel frattempo eletta al Parlamento nazionale. Iscritto al gruppo dell'ALDE. Conclude il mandato a Strasburgo nel giugno 2009.